# Trichogramma ussuricum
Trichogramma ussuricum är en stekelart som beskrevs av Sorokina 1984. Trichogramma ussuricum ingår i släktet Trichogramma och familjen hårstrimsteklar. Inga underarter finns listade i Catalogue of Life.